# Roza Sarkisian
Roza Sarkisian (transliteração em ucraniano: Саркісян Роза Володимирівна, Estepanaquerte, 20 de janeiro de 1987) é uma diretora de teatro e curadora de artes azerbaijanese naturalizada ucraniana.

## Biografia
Sarkisian nasceu em Estepanaquerte, região que integrava a Oblast Autónomo do Alto Carabaque, no período que o Azerbaijão fazia parte do radar de influência da União Soviética.
Iniciou estudos na área Ciências Políticas na Universidade Nacional de Kharkiv, porém não concluiu o curso. Formou-se em direção teatral na Universidade de Artes Ivan Kotlarewski, localizada em Carcóvia, no ano de 2012.
Em seu período artístico em Carcóvia foi fundadora e diretora artística da casa de espetáculos independente De Facto Theatre (2012-2017), onde dirigiu a peça Yes my Führer de Brigitte Schwaiger, dentre outras peças de teatro ao longo desses seis anos de funcionamento. Com o fechamento do teatro, entre os ano de 2017 e 2019, Roza trabalhou como diretora-chefe de teatro do primeiro teatro acadêmico ucraniano voltado a lecionar para crianças e jovens em Lviv, próximo a fronteira do país com a Polônia. Na empreitada em Lviv, trabalhou com a dramaturga polonesa Joanna Wichowska na produção de Beautiful, Beautiful, Beautiful Times. No mesmo biênio, foi Diretora de Equipe no Teatro Acadêmico Nacional de Ivano-Frankivsk.
Sarkisian também trabalhou com o Teatro Powszechny em Varsóvia (2021), Teatro Acadêmico Lesia Ukrainka em Lviv (2020), Kyiv Academic Theatre Actor (2018),  o Teatro Acadêmico da Juventude Russa em Moscou (2013) e no o Teatro Acadêmico Udmurt de Drama Russo (2013).
No ano de 2020, encenou uma performance pós-documental baseada nas experiências de atores e atrizes e inspirada em motivos de Hamlet de Shakespeare e Hamlet Machine de Heiner Müller. Durante a pandemia de COVID-19 na Ucrânia, Sarkisian dirigiu produções que estrearam online devido a necessidade do distanciamento social.
No ano seguinte, dirigiu a produção de KOLO-BO-RACIO que trabalhou com jovens e atores com deficiência.

### Prêmios
Roza foi vencedora do concurso do British Council de 2017 e conquistou a bolsa Gaude Polonia oferecida pelo Ministério da Cultura da Polônia, no mesmo ano. Também pelo ministério polonês vencer Bolsa Internacional de Mobilidade “Pontes Culturais” e a Bolsa Artística do Presidente da Ucrânia em 2019/2020. Ela também ganhou o  prêmio "City of Lviv Personality of the Year 2018" na categoria de Teatro.